# HNRNPH1
HNRNPH1 (англ. Heterogeneous nuclear ribonucleoprotein H1) – білок, який кодується однойменним геном, розташованим у людей на короткому плечі 5-ї хромосоми.  Довжина поліпептидного ланцюга білка становить 449 амінокислот, а молекулярна маса — 49 229.
| 10         |  | 20         |  | 30         |  | 40         |  | 50         |
| ---------- |  | ---------- |  | ---------- |  | ---------- |  | ---------- |
| MMLGTEGGEG |  | FVVKVRGLPW |  | SCSADEVQRF |  | FSDCKIQNGA |  | QGIRFIYTRE |
| GRPSGEAFVE |  | LESEDEVKLA |  | LKKDRETMGH |  | RYVEVFKSNN |  | VEMDWVLKHT |
| GPNSPDTAND |  | GFVRLRGLPF |  | GCSKEEIVQF |  | FSGLEIVPNG |  | ITLPVDFQGR |
| STGEAFVQFA |  | SQEIAEKALK |  | KHKERIGHRY |  | IEIFKSSRAE |  | VRTHYDPPRK |
| LMAMQRPGPY |  | DRPGAGRGYN |  | SIGRGAGFER |  | MRRGAYGGGY |  | GGYDDYNGYN |
| DGYGFGSDRF |  | GRDLNYCFSG |  | MSDHRYGDGG |  | STFQSTTGHC |  | VHMRGLPYRA |
| TENDIYNFFS |  | PLNPVRVHIE |  | IGPDGRVTGE |  | ADVEFATHED |  | AVAAMSKDKA |
| NMQHRYVELF |  | LNSTAGASGG |  | AYEHRYVELF |  | LNSTAGASGG |  | AYGSQMMGGM |
| GLSNQSSYGG |  | PASQQLSGGY |  | GGGYGGQSSM |  | SGYDQVLQEN |  | SSDFQSNIA  |

A: Аланін

C: Цистеїн

D: Аспарагінова кислота

E: Глутамінова кислота

F: Фенілаланін

G: Гліцин

H: Гістидин

I: Ізолейцин

K: Лізин

L: Лейцин

M: Метіонін

N: Аспарагін

P: Пролін

Q: Глутамін

R: Аргінін

S: Серин

T: Треонін

V: Валін

W: Триптофан

Кодований геном білок за функцією належить до рибонуклеопротеїнів. 
Задіяний у таких біологічних процесах як процесінг мРНК, сплайсінг мРНК. 
Білок має сайт для зв'язування з РНК. 
Локалізований у ядрі.